# Mykola Balakin

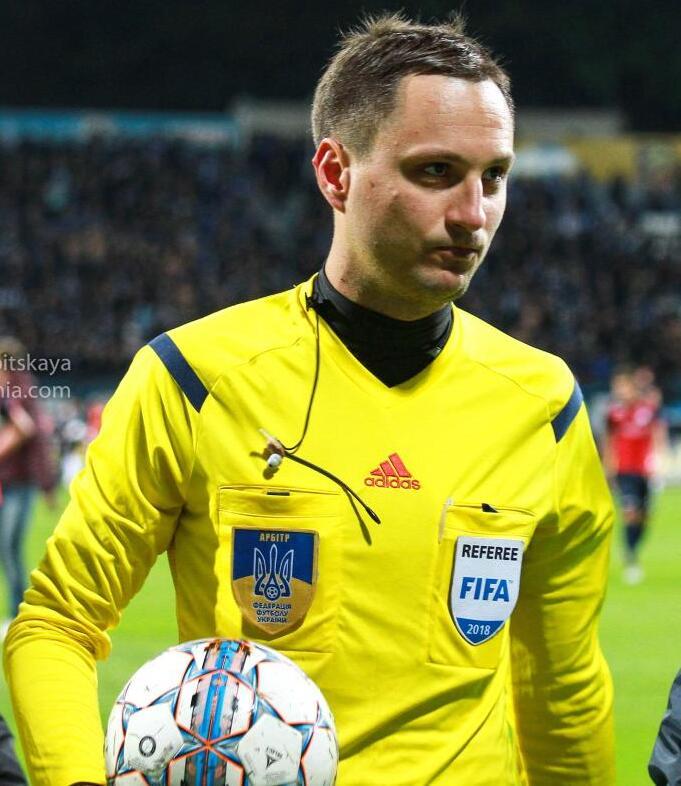
Mykola Balakin, 2018

Mykola Oleksandrowytsch Balakin (ukrainisch Микола Олександрович Балакін, wiss. Transliteration Mykola Oleksandrovyč Balakin; * 5. Januar 1989 in Kiew, Ukrainische SSR, Sowjetunion) ist ein ukrainischer Fußballschiedsrichter.

## Werdegang
Balakin leitet seit der Saison 2014/15 Spiele in der ukrainischen Premjer-Liha.
Seit 2017 steht er auf der Liste der FIFA-Schiedsrichter und pfeift internationale Fußballspiele.
In der Saison 2017/18 leitete Balakin erstmals ein Spiel in der Qualifikation zur Europa League, in der Saison 2018/19 erstmals ein Spiel in der Qualifikation zur Champions League. In der Saison 2021/22 hatte er seine ersten Spielleitungen in der Europa Conference League. Zudem pfiff er bereits Partien in der Qualifikation für U-17- und U-21-Europameisterschaften, in der europäischen WM-Qualifikation für die Weltmeisterschaft 2022 in Katar sowie Freundschaftsspiele.
Balakin leitete vier Spiele bei der U-17-Europameisterschaft 2019 in Irland, darunter das Halbfinale zwischen Frankreich und Italien (1:2).
Seit der Saison 2023/24 zählt er zur Gruppe der UEFA-First-Category-Schiedsrichter.
Im April 2024 wurde Balakin als Unterstützungsschiedsrichter für die Europameisterschaft 2024 in Deutschland nominiert und beim Turnier mehrfach als Vierter Offizieller eingesetzt. Am 14. August 2024 war er beim Spiel um den UEFA Super Cup 2024 zwischen Real Madrid und Atalanta Bergamo (2:0) ebenfalls Vierter Offizieller.